# Градихна
Градихна (прва половина 12. века) био је српски краљ и владар Дукље, од око 1131. до око 1143. године. Након битке код Бара око 1125. године у којој је погинуо његов брат Грубеша, Градихна бежи у Рашку где је након унутрашњих сукоба свргнут жупан Урош I и затворен у тамницу. Тамо се оженио и добио три сина: Радослава, Јована и Владимира. Према неким претпоставкама, његова супруга била је непозната ћерка жупана Завиде, тј. сестра великог жупана Стефана Немање. За то време краљ Ђорђе се измирио са његовом браћом Драгихном и Драгилом, те им оставио део територије у Зети.
Негде око 1127. краљ Ђорђе напао је Рашку и ослободио жупана Уроша I, те га поново поставио за жупана. Градихна због нове ситуације бежи у Захумље где проналази ново уточиште. Након српског пораза у борби са Византијом 1129. и примања вазалних намета, Градихна је почео да ради активну политику у свргавању краља Ђорђа у којој му је највише помогао брат Драгихна, ослањајући се на византијску подршку.
Уплашен овим, краљ Ђорђе утамничио је њиховог трећег брата Драгила и Михајла, сина бившег краља Владимира. Био је то повод за рат, па су Градихна и Драгихна успели да уз помоћ византијске војске, која се налазила у Драчу, поразе краља Ђорђа који се склонио у тврђаву Котор. Након кратке опсаде, краља Ђорђа су издали његови људи и предали га Византинцима који су га утамничили и одвели у Цариград где је и умро.
Уз византијску подршку, као некад његов брат Грубеша, Градихна се прогласио за новог српског краља негде око 1131. године. Његов долазак на престо означио је крај династијског грађанског рата и постепену обнову земље. Међутим, као резултат мешања Византије у унутрашње послове земље и ранији пораз српске војске 1129, то је уједно означило и дезинтеграцију и пад краљевства. Изгледа да лидери Рашке и Босне нису признавали Градихну за новог краља који се одржавао уз помоћ Византинаца. Тако је Урош I, некадашњи савезник краља Ђорђа, ојачао везе са угарским двором удајом своје кћерке Јелене за угарског престолонаследника Белу II 1130, а затим је и његов син Белош постао бан Хрватске и један од најмоћнијих људи тадашње Угарске. Босном је као бан владао Јеленин син, будући угарски владар Геза II око 1137. године.
Након деценије владања, у потпуности завистан од Византије, краљ Градихна је умро негде око 1143. године и сахрањен у манастиру Светог Срђа и Ваха.
 На престолу га је наследио син Радослав уз пристанак новог византијског цара Манојла I Комнина (1143 - 1180), али не као краљ већ само као кнез.

## Извори и литература
Извори
- Кунчер, Драгана (2009). Gesta Regum Sclavorum. 1. Београд-Никшић: Историјски институт, Манастир Острог.
- Живковић, Тибор (2009). Gesta Regum Sclavorum. 2. Београд-Никшић: Историјски институт, Манастир Острог.
- Мијушковић, Славко, ур. (1988) [1967]. Љетопис попа Дукљанина (2. изд.). Београд: Просвета & Српска књижевна задруга.
- Mošin, Vladimir, ур. (1950). Ljetopis popa Dukljanina. Zagreb: Matica hrvatska.
- Шишић, Фердо, ур. (1928). Летопис Попа Дукљанина. Београд-Загреб: Српска краљевска академија.

Литература
- Веселиновић, Андрија; Љушић, Радош (2008). Српске династије (2. изд.). Београд: Службени гласник.
- Живковић, Тибор (2006). Портрети српских владара (IX-XII век). Београд: Завод за уџбенике и наставна средства.
- Живковић, Тибор (2006). „Дукља између Рашке и Византије у првој половини XII века”. Зборник радова Византолошког института. 43: 451—466.
- Živković, Tibor (2008). Forging unity: The South Slavs between East and West 550-1150. Belgrade: The Institute of History.
- Калић, Јованка (1981). „Српски велики жупани у борби с Византијом”. Историја српског народа. књ. 1. Београд: Српска књижевна задруга. стр. 197—211.
- Ковачевић, Јован (1967). „Од доласка Словена до краја XII вијека”. Историја Црне Горе (PDF). 1. Титоград: Редакција за историју Црне Горе. стр. 279—444.
- Ћирковић, Сима (1981). „Осамостаљивање и успон дукљанске државе”. Историја српског народа. књ. 1. Београд: Српска књижевна задруга. стр. 180—196.
- Fine, John Van Antwerp Jr. (1991) [1983]. The Early Medieval Balkans: A Critical Survey from the Sixth to the Late Twelfth Century. Ann Arbor, Michigan: University of Michigan Press.